# Westendorf (Rinteln)
Westendorf ist ein Ortsteil der Stadt Rinteln im niedersächsischen Landkreis Schaumburg.

## Geografie und Verkehrsanbindung
Der Ortsteil liegt östlich des Kernbereichs von Rinteln. Zusammen mit Deckbergen und Schaumburg wird innerhalb der Stadt Rinteln die Ortschaft Deckbergen-Schaumburg-Westendorf gebildet. Die Weser fließt südlich. Westlich, nördlich und östlich liegt das 452 ha große Naturschutzgebiet Kamm des Wesergebirges.
Am südlichen Ortsrand verläuft die B 83, nördlich die A 2.

## Politik

### Ortsrat
Kommunalrechtlich bilden die Ortsteile Deckbergen, Schaumburg und Westendorf eine Ortschaft, für die ein gemeinsamer Ortsrat gewählt wird.
Bei den vergangenen Kommunalwahlen ergaben sich folgende Sitzverteilungen:
| Wahljahr                                                                             | SPD | CDU | WGS | RI | Gesamt  |
| ------------------------------------------------------------------------------------ | --- | --- | --- | -- | ------- |
| 2021                                                                                 | 5   | 1   | 2   | 1  | 9 Sitze |
| 2016                                                                                 | 4   | 3   | 2   | -  | 9 Sitze |
| 2011                                                                                 | 5   | 2   | 2   | -  | 9 Sitze |
| WGS: Wählergemeinschaft Schaumburg in Rinteln RI: Wählerbündnis Rintelner Interessen |     |     |     |    |         |

### Ortsbürgermeisterin
Als Ortsbürgermeisterin wurde Gisela Stasitzek gewählt. Sie ist die erste Frau in dieser Position in einem Ortsteil der Stadt Rinteln.

## Diskussion um zwei Windräder
Seit 2005 plant ein Investor, in Westendorf, unterhalb der Burg Schaumburg, drei bis zu 150 m hohe Windräder zu errichten, die in der Sichtachse der Burg liegen. Dagegen gab es jahrelangen Widerstand aus der Bevölkerung und eine Bürgerinitiative. Der Bürgermeister und der Rintelner Stadtrat sowie der Landkreis Schaumburg haben sich ebenfalls dagegen ausgesprochen. Das Verwaltungsgericht Hannover gab im Januar 2006 dem Windradunternehmer das Recht zur Realisierung des Vorhabens. Das Baurecht existiert grundsätzlich noch, wurde 2018 aber von Greenpeace Energy an das Kieler Windkraftunternehmen getproject verkauft. Etwa 500 Meter vom Windrad entfernt brütete 2019 ein streng geschütztes Rotmilanpärchen, weswegen der Landkreis Schaumburg den Betrieb in der Zeit von 15. März bis 31. August erheblich einschränkte. Der Projektentwickler hielt am Bau fest, gab aber an, dadurch "gravierende" Gewinneinbußen zu verzeichnen. Im April 2019 wurde das brütende Rotmilanweibchen vergiftet und tot in einem Baum gefunden. Obwohl der örtliche Nabu einen Zusammenhang mit dem Windradbau für möglich hielt, gab es dafür nie einen Beweis. Das überlebende Männchen hatte im Sommer 2020 keine neue Partnerin gefunden. Getproject will nach eigener Aussage die beiden 150 Meter hohen Windräder im September 2020 bauen lassen, egal ob erneut in direkter Nähe gebrütet wird, oder nicht.